# Eorhynchocyon rupestris
L'eorincocione (Eorhynchocyon rupestris) è un mammifero insettivoro estinto, appartenente ai macroscelidi. Visse nell'Eocene medio/superiore (circa 40-38 milioni di anni fa) e i suoi resti fossili sono stati ritrovati in Africa.

## Descrizione
Nonostante la sua antichità, questo animale doveva essere molto simile agli odierni toporagni elefante del genere Rhynchocyon. Le dimensioni dovevano ricadere in un range tra quelle degli attuali Nasilio e Petrodromus. Eorhynchocyon possedeva alcuni caratteri mandibolari condivisi con Rhynchocyon, come l'angolo basso del processo ascendente, la mancanza del terzo premolare inferiore e il profilo convesso di tutto il margine ventrale della mandibola. Eorhynchocyon era tuttavia caratterizzato da un canino inferiore con due radici parzialmente unite; la formula dentaria inferiore era costituita da tre incisivi, un canino, quattro premolari e due molari. 
La forma della mandibola in vista occlusale, il profilo convesso della mandibola e la posizione di condilo e processo ascendente ricordavano quelli dell'oritteropo arcaico Eteketoni, e rafforzano una possibile parentela tra macroscelidi e tubulidentati. 

## Classificazione
Eorhynchocyon rupestris venne descritto per la prima volta nel 2021 sulla base di resti fossili ritrovati in Namibia, nella zona di Sperrgebiet, in un complesso tufaceo risalente al Bartoniano-Priaboniano noto come "Eocliff ("dirupi dell'Eocene"). Eorhynchocyon è considerato il membro più antico della famiglia Rhynchocyonidae, un gruppo di toporagni elefante attualmente rappresentata dal solo genere Rhynchocyon.